# Rododendronhoning

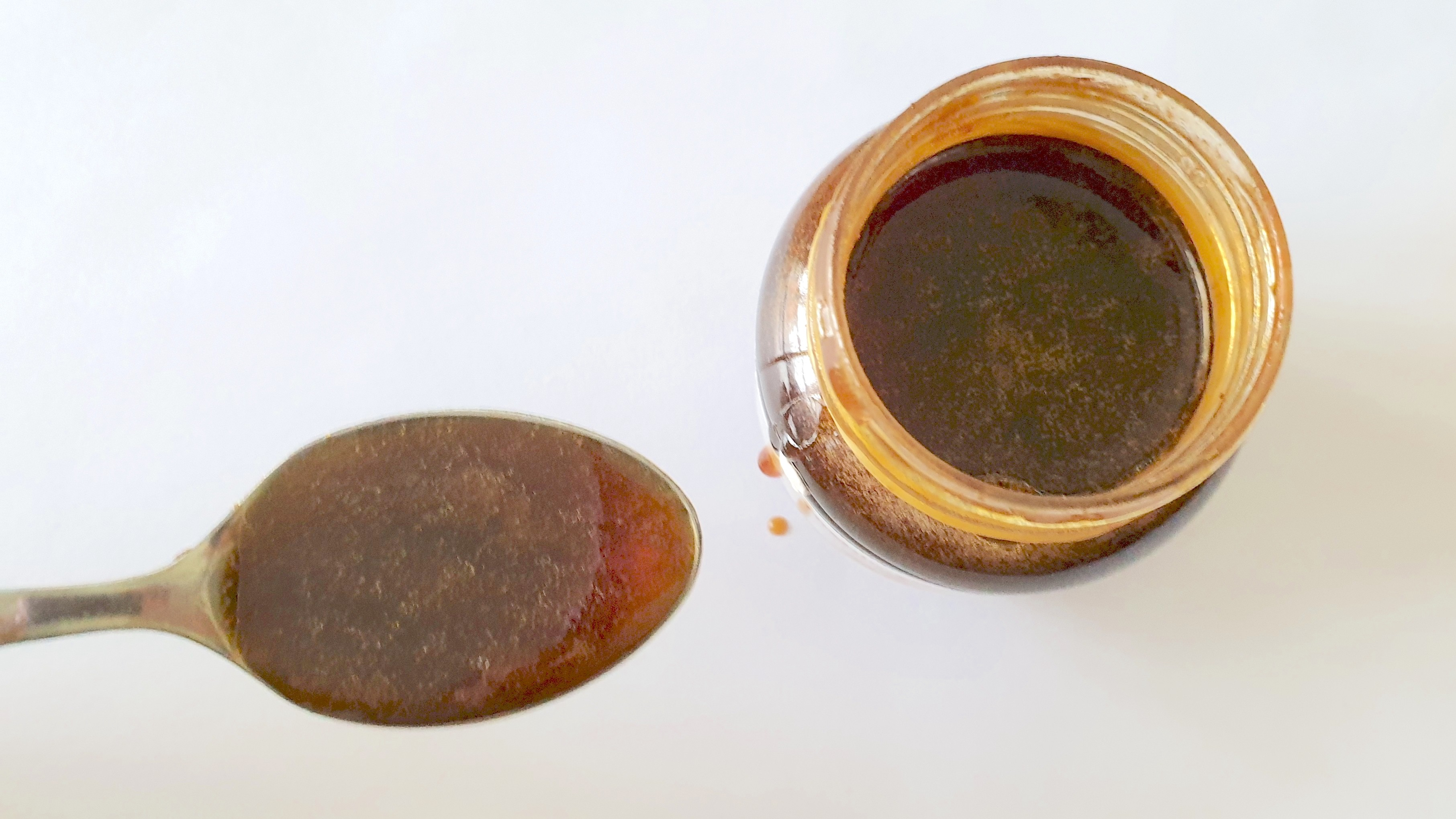
Rododendronhoning

Rodododendronhoning is honing die grayanotoxines bevat. De donkere, roodachtige honing wordt geproduceerd uit de nectar en het stuifmeel van het geslacht Rhododendron en heeft een bedwelmende werking op zowel mensen als bepaalde diersoorten.
Rododendronhoning wordt voornamelijk geproduceerd in Nepal en Turkije, waar het wordt gebruikt als traditioneel medicijn en recreatieve drug. In Nepal wordt de honingjacht traditioneel uitgevoerd door het Gurung-volk. Heel zelden is het ook mogelijk om de honing te vinden in het oosten van de Verenigde Staten.
De eerste historische vermeldingen van rododendronhoning zijn te vinden in Oud-Griekse teksten. De Griek Xenophon schreef erover in zijn Anabasis, het verslag dat hij schreef over zijn tocht door Perzië over de effecten van deze honing op soldaten in 401 v.Chr. Tijdens de Derde Mithridatische Oorlog gebruikte koning Mithridates rododendronhoning als biologisch wapen tegen de Romeinse soldaten onder leiding van generaal Pompeius. In de 18e eeuw werd rododendronhoning naar Europa geïmporteerd, waar het aan alcoholische dranken werd toegevoegd.

## In Turkije
In Turkije staat rododendronhoning bekend als deli bal en wordt het gebruikt als drug en traditioneel medicijn. Het wordt het meest gemaakt van de nectar van Rhododendron luteum en Rhododendron ponticum in de Kaukasus. Imkers in het Kaçkargebergte produceren deze rododendronhoning al eeuwenlang en het is er een deel van de plaatselijke cultuur. 

## In de regio Hindu Kush Himalaya
Rododendronhoning wordt geproduceerd in de uitlopers van de Himalaya door Himalaya-reuzenhoningbijen. De nesten van deze bijen worden in Zuid-Azië voornamelijk aangetroffen in de  Hindu Kush- Himalaya-regio.  Rododendronhoning wordt geproduceerd in het voorjaar, wanneer planten uit de familie Ericaceae, zoals rododendrons, in bloei staan. 